# (17869) Descamps
(17869) Descamps est un astéroïde de la ceinture principale.

## Description
(17869) Descamps est un astéroïde de la ceinture principale. Il fut découvert le 20 juin 1998 à Caussols par le projet ODAS. Il présente une orbite caractérisée par un demi-grand axe de 2,40 UA, une excentricité de 0,09 et une inclinaison de 7,0° par rapport à l'écliptique.

## Compléments